# بيت كيندال
بيت كيندال (بالإنجليزية: Pete Kendall)‏ هو لاعب كرة قدم أمريكية أمريكي، ولد في 9 يوليو 1973 في كوينسي في الولايات المتحدة.

## وصلات خارجية
- بيت كيندال على موقع مرجع كرة القدم المحترفة.كوم (الإنجليزية)